# Emily Lima
Emily Alves da Cunha Lima, mais conhecida como Emily Lima (São Paulo, 29 de Setembro de 1980) é treinadora e ex-futebolista brasileira, que atuava como volante.
Optou defender a Seleção Portuguesa de Futebol Feminino e se naturalizou portuguesa.
Atualmente, é a técnica da Seleção Feminina do Peru.

## Carreira

### Jogadora
Começou sua carreira como jogadora quando seu pai e irmão a levaram, aos 13 anos, em um teste no Saad, um dos pioneiros do futebol feminino no Brasil, tornando-se volante do clube até 1997, quando houve um acordo entre São Paulo e Saad, e o São Paulo passou a ter time de futebol feminino.
Jogou como volante no São Paulo até 2000, quando a modalidade acabou, tendo participado da conquista do Torneio Primavera, Paulistana, e o Brasileiro em 1997. O São Paulo acabou com a modalidade de futebol feminino quando estavam prestes a disputar o Paulista, sendo assim, as jogadoras entraram na disputa pelo Palestra de São Bernardo. 
Em 2001 foi para o Rio de Janeiro disputar o Campeonato Estadual Carioca no Barra de Teresópolis, a qual foi campeã em cima do Vasco da Gama. No mesmo ano realizou uma cirurgia por lesão, pois desde o começo de sua carreira sofreu com tendinite patelar.
Após a recuperação foi para o time Veranópolis, disputar a competição do Sul em 2002. No mesmo ano, após o falecimento de seu pai, foi convidada para jogar na Espanha. 
Na Espanha esteve na Superliga e jogou pelos Estudiantes, Sporting Huelva, Puebla de la Calzada, Prainsa Zaragoza e Unió Esportiva LEstartit.
Por obter cidadania Portuguesa, em 2007 foi convocada para integrar a Seleção Portuguesa de Futebol Feminino e participou da Algarve Cup de 2007 a 2009. No tempo que morou na Espanha trabalhou em uma fábrica de madeira e em uma empresa de persianas, treinando na parte da noite.
Em 2008 recebeu o convite para jogar na Itália pelo Carpisa Yamamay Napoli, onde encerrou sua carreira de jogadora em 2009, devida sua lesão no joelho.

### Treinadora
Voltou ao Brasil e deu início a sua carreira como treinadora. Fez alguns cursos no tempo que esteve na Europa e tinha como objetivo inicial ser supervisora com um projeto de transparência dentro do futebol feminino. Apresentou seu projeto para a Portuguesa, ao Prisco Palumbo, diretor e técnico de futebol feminino da Portuguesa na época, e lá começou a desenvolver seu trabalho, na área de gestão, como auxiliar técnica.
Em 2010 fez um curso do SITREFESP (Sindicato dos Treinadores de Futebol Profissional do Estado de São Paulo), e o curso do Futecom (Forúm internacional de futebol), e em 2011 assumiu como treinadora do time feminino do Juventus, onde ficou até o final de 2012, pois em março de 2013 recebeu o convite para assumir a sub-17 da Seleção Brasileira de Futebol Feminino, e depois também o sub-15.
Em 2015 abriu mão da Seleção por conta de um convite para ser treinadora do time feminino do São José, que foi onde consolidou sua carreira. À frente da equipe paulista, conquistou o Campeonato Paulista de 2015, os Jogos Abertos e os Regionais de São Paulo de 2015 e 2016 e foi vice-campeã da Copa do Brasil 2016.
Foi convidada a ser treinadora da Seleção Brasileira de Futebol Feminino em novembro de 2016, sendo a primeira mulher a treinar uma seleção e a ocupar este cargo. Foi demitida da Seleção no dia 22 de setembro de 2017. Ao todo, foram 13 jogos, sendo sete vitórias, cinco derrotas e um empate, totalizando em 56% de aproveitamento.
No ano seguinte assumiu o Santos, tornando-se campeã paulista e vice da Libertadores no mesmo ano.
Em julho de 2021, iniciou no comando de um projeto com a seleção feminina do Equador para desenvolvimento do futebol no país. Renunciou ao comando da Seleção Equatoriana após derrota na Copa América Feminina 2022 para o Paraguai.
Em abril de 2023, foi anunciada como a nova técnica da Seleção Feminina do Peru.

## Títulos
Seleção Brasileira
- Torneio Internacional de Futebol Feminino: 2016

São José
- Campeonato Paulista de Futebol Feminino: 2015
- Campeã dos Jogos Abertos do Interior e Regionais: 2015 e 2016

Santos
- Campeonato Paulista de Futebol Feminino: 2018

## Homenagens
Foi uma das homenageadas em 2015 pelo Museu do Futebol, em São Paulo no projeto "Visibilidade para o Futebol Feminino". 